# Военно-ветеринарный институт МО России
Военно-ветеринарный институт МО России — бывшее высшее военно-учебное заведение, основанное 12 сентября 1925 года, осуществлявшее подготовку офицерских кадров для медицинских и ветеринарных служб Вооружённых Сил СССР и Российской Федерации.

## История
12 сентября 1925 года Приказом РВСР № 918 при Казанском ветеринарном институте было открыто военно-ветеринарное отделение, для подготовки ветеринарных врачей РККА. В 1929 году военно-ветеринарное отделение было переведено из Казани в Москве в состав Московского зоотехнического института. В 1930 году после создания на базе Московского зоотехнического института был создан Зооветеринарный институт в состав которого вошло военно-ветеринарное отделение, преобразованное в военно-ветеринарный факультет. 
В 1935 году Постановлением СНК СССР военно-ветеринарный факультет был преобразован в Военно-ветеринарный институт. В 1938 году на базе Военно-ветеринарного института была создана Военно-ветеринарная академия РККА, занималась подготовкой военно-ветеринарных врачей и разработкой вопросов  в области клинических и теоретических проблем военной ветеринарии, являясь одним из ведущих ветеринарных высших военно-учебных заведений СССР. В учебной структуре академии имелось двадцать девять профильных кафедр и Курсы усовершенствования военных ветеринарных врачей. Профессорско-преподавательский состав академии составляли двадцать один доктор и сорок семь кандидатов наук. В академии работали такие известные учёные как: К. И. Скрябин, Б. М. Оливков, Г. В. Домрачев, Н. А. Сошественский, С. Н. Вышелесский, И. Е. Мозгов, Н. Ф. Попов; заслуженные деятели науки А. Ф. Климов и Я. Е. Коляков. 
С 1941 года в период начала Великой Отечественной войны академия была эвакуирована в город Аральск и с 1942 года в город Самарканд. С 1941 по 1945 годы, в период войны, из стен академии для нужд фронта было выпущено более тысячи ста семидесяти девяти военно-ветеринарных врачей, а из преподавательского состава академии более семидесяти офицеров были направлены на руководящие посты в войска.
17 мая 1948 году Постановлением Совета Министров СССР  № 1630 и приказом Министра высшего и среднего специального образования СССР № 751 Военно-ветеринарная академия и Московский зооветеринарный институт были реорганизованы в Московскую ветеринарную академию с созданием на безе Военно-ветеринарной академии — военно-ветеринарного факультета. В 1956 году на базе военно-ветеринарного факультета были созданы Курсы усовершенствования офицеров ветеринарной службы (КУОВС). 
19 августа 1977 года Постановлением Совета Министров СССР № 766-239 и приказа Министра обороны СССР от 24 ноября 1977 года в Московской ордена Трудового Красного Знамени ветеринарной академии имени академика К. И. Скрябина на базе Курсов усовершенствования офицеров ветеринарной службы был воссоздан Военно-ветеринарный факультет. В период с 1978 по 2001 год Военно-ветеринарным факультетом было подготовлено свыше шестисот военных ветеринарных врачей.
4 апреля 2002 года Постановлением Правительства Российской Федерации № 260 на базе Военно-ветеринарного факультета МВА имени К. И. Скрябина был создан Военно-ветеринарный институт. Профессорско-преподавательский состав института  составляли 11 профессоров, 9 докторов и 22 кандидата наук, более семи человек были удостоены почётного звания — Заслуженный ветеринарный врач Российской Федерации. В 2010 году Военно-ветеринарный институт был расформирован.

## Руководство
- 1925—1929 — бригветврач Ганнушкин, Матвей Соломонович
- 1929—1933 — дивветврач Шпайер, Николай Маркович
- 1933—1935 — дивветврач Петуховский, Абрам Аронович
- 1935—1938 — бригветврач Ганнушкин, Матвей Соломонович
- 1938—1944 — генерал-майор ветеринарной службы Петуховский, Абрам Аронович
- 1944—1949 — генерал-лейтенант ветеринарной службы Власов, Николай Михайлович
- 1956—1958 — генерал-майор ветеринарной службы, д.б.н., профессор  Лактионов, Адриан Митрофанович
- 1958—1960 — полковник Сутягин, Георгий Петрович
- 1960—1965 — полковник, д.б.н., профессор Козловский, Евгений Васильевич
- 1965—1976 — полковник ветеринарной службы, к.в.н. Михайлов, Михаил Михайлович
- 1976—1982 — полковник ветеринарной службы, к.в.н. Коняев, Владимир Михайлович
- 1983—1988 — полковник, к.в.н. Тулупов, Владимир Николаевич
- 1989—2000 — полковник, к.в.н. Попов Василий Петрович
- 2000—2009 — полковник, к.в.н., профессор Колесниченко, Иван Степанович

## Известные преподаватели
- Скрябин, Константин Иванович
- Вышелесский, Сергей Николаевич
- Мозгов, Иван Ефимович
- Попов, Николай Фёдорович
- Климов, Алексей Филиппович
- Коляков, Яков Ефремович
- Оливков, Борис Михайлович
- Домрачёв, Георгий Владимирович
- Шур, Иосиф Васильевич